# Hofkapelle Stammham

Hofkapelle in Stammham

Innenansicht

Die Hofkapelle in Stammham, einem Gemeindeteil von Moosinning im oberbayerischen Landkreis Erding, wurde 1839 errichtet. Die Hofkapelle ist ein geschütztes Baudenkmal.
Der achteckige neoromanische Putzbau wird von einem Dachreiter mit Zeltdach und Kreuz bekrönt. Das Portal wird von einem profilierten Steingewände gerahmt und die Holztür ist mit Schnitzereien geschmückt.
Die Ausstattung ist ebenfalls denkmalgeschützt.